# R-9

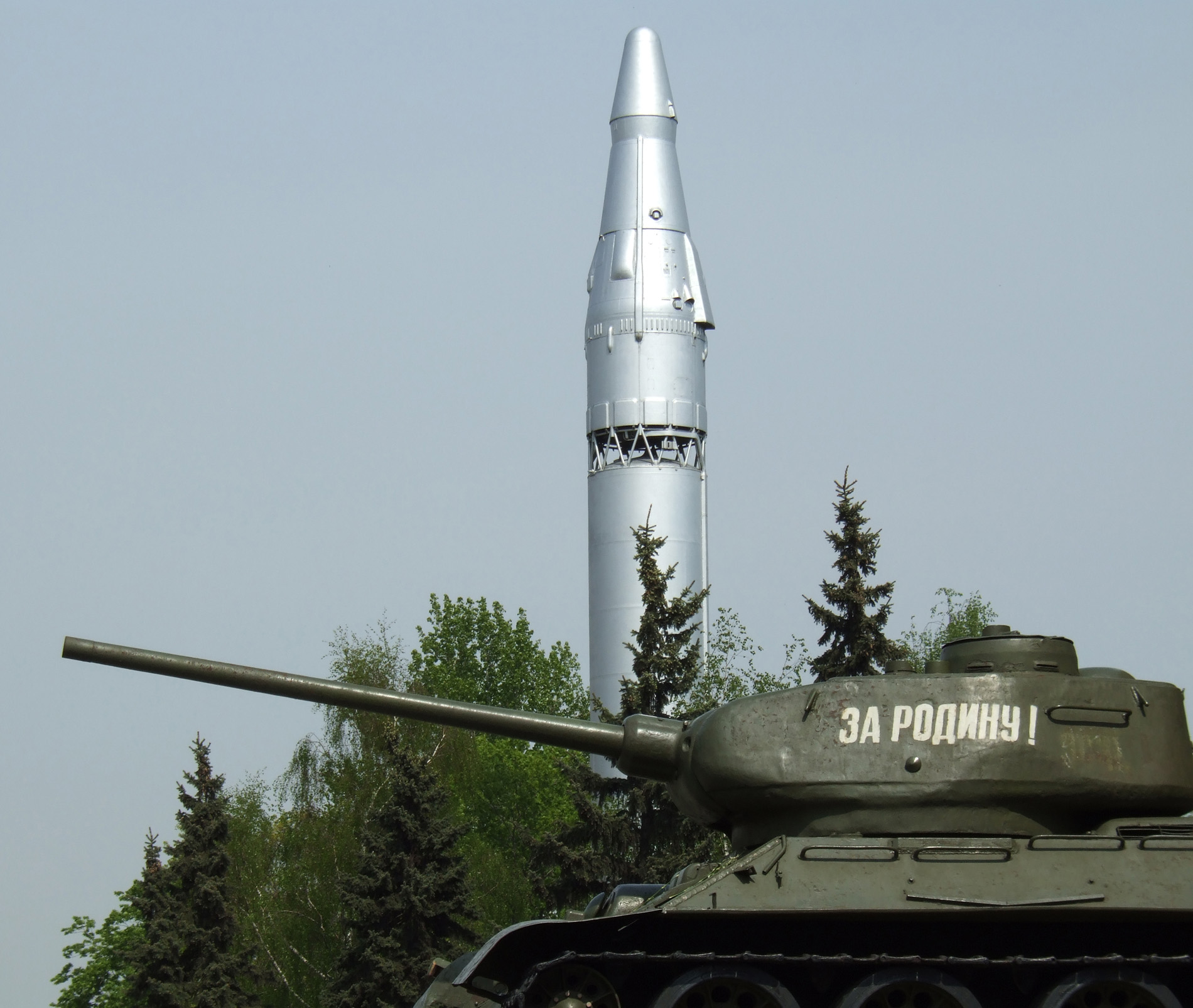
Raketa R-9 ve vojenském muzeu

R-9 byla sovětská mezikontinentální balistická raketa, v kódu NATO označována jako SS-8 Sasin a v sovětském vojenském typovém označení GRAU jako 8К75. Šlo v pořadí o třetí sovětskou operačně použitelnou mezikontinentální raketu (po R-7 a R-16).
Byla vyvinuta v konstrukční kanceláři OKB-1 pod vedením Sergeje Korojlova (jako jeho poslední vojenská raketa, později se věnoval výlučně kosmickému programu), s její letovými zkouškami se začalo v roce 1961 a do výzbroje sovětské armády byla zařazena v roce 1964. Šlo o dvoustupňovou raketu s Gluškovým kapalinovým motorem RD-111 (na bázi kapalného kyslíku a petroleje) o výšce 24 m, schopnou nést jadernou hlavici o hmotnosti 1 100 kg na vzdálenost až 12 500 km. Šlo o první sovětskou raketu, jejíž řízení prvního stupně bylo zajištěno vyklápěním trysek hlavního pohonného motoru (dosud se používalo především řízení pomocí gyroskopů). Raketa byla modifikována i pro starty z podzemního raketového sila a stala se tak jedinou sériově vyráběnou balistickou raketou na světě, která využívala tento způsob startu při použití kapalného kyslíku jako okysličovadla.
Od roku 1971 byly rakety postupně vyřazovány z výzbroje a jejich operativní činnost byla definitivně ukončena v roce 1976.